# Tanc Matilda
El Matilda va ser un tanc mitjà usat pels exèrcits britànics, australians i d'altres països aliats durant la Segona Guerra Mundial. Els primers models van entrar en servei en França, a la fi de 1940, com a element blindat auxiliar de la infanteria, al Cos Expedicionari Britànic. Malgrat el seu bon blindatge (10-60 mm), la seva baixa capacitat de foc el va fer aviat obsolet. Encara que la sèrie Mark II va arribar a entrar eventualment en combat a França, el seu baptisme de foc va ser al nord d'Àfrica. Especialment a partir de l'Operació Crusader els Matilda serien emprats en grans quantitats, ja que era un tanc capaç de destruir qualsevol blindat italià del teatre d'operacions. A causa de la seva escassa velocitat, 9mph o 15 kmph, no assolia col·locar-se en situació òptima de tir contra els Panzer III i Panzer IV alemanys. Se'n van construir un total de 3.000 unitats.

## Origen
El Matilda va néixer de la necessitat de l'exèrcit britànic de comptar amb un vehicle lleuger de suport, la tasca del qual seria la d'efectuar la ruptura inicial contra posicions defensives enemigues, el calç precisa un carro lent però ben blindat per a absorbir la major quantitat de dany possible. Cap a 1934 l'inspector del Reial Cos de Carro, general de divisió P. Hobart va explicar les dues alternatives: 
- Un carro petit, ben blindat, equipat amb una metralladora i disponible en grans quantitats per a sobrepassar les defenses enemigues.
- Un de més gran, amb canó com armament principal i prou blindat com per a resistir l'artilleria de campanya.

La decisió sobre quin modelo seguir estava en mans del director general d'Armament i Material, general Sir Hugh Elles, comandant del Cos de Carros a França durant la Gran Guerra. Elles era un gran partidari i defensor del concepte de carros d'infanteria, però, limitat enormement per l'economia de temps de pau, va haver de triar el model petit.
El desenvolupament del Matilda va ser conseqüència de l'error de concepte que els britànics tenien sobre l'ús dels carros de combat: donar suport a l'avanç de la infanteria. Per contra, l'exercit alemany havia fet el plantejament a la inversa, és a dir, usar a la infanteria com suport dels seus Panzers.
En general, els tancs britànics d'inicis de la guerra tenien les mateixes característiques : un gran blindatge frontal, molt lents i un armament lleuger. No obstant això, en el desert van ser durs oponents dels Panzers III, que es veien obligats a disparar a les erugues en veure's impotents de perforar el blindatge frontal.

## Variants
- Matilda I (Tanc d'infanteria Mk I)

Primer model en producció.
- Matilda II (Tanc d'infanteria Mk IIA)

Canó Vickers substituït per una Besa MG.
- Es van produir una sèrie de tancs d'entrenament no-blindats.
- Matilda III (Tanc d'infanteria Mk IIA*)

Nou motor dièsel Leyland.
- Matilda III CS (per suport tancat)

Variant amb canó de 3 polzades (75 mm).
- Matilda IV (Tanc d'infanteria Mk IIA**)

Amb motors millorats.
- Matilda V

Millorada caixa de canvis i transmissió.
- Baron I, II, III, IIIA

Xàssis de Matilda amb detector de mines.
- Matilda Scorpion I / II

Xàssis de Matilda amb detector de mines.
- Matilda II CDL / Matilda V CDL (Canal Defence Light)

La torreta original ha sigut substituïda per una altra de cilíndrica amb llum i metralladora BESA.
Variants australianes:
- Matilda Frog (25)

Tanc llançaflames.
- Murray i Murray FT

Tanc llançaflames.
- Matilda Hedgehog (erizó) (6)

Equiptat amb set morters disparats elèctricament des de dins del buc .

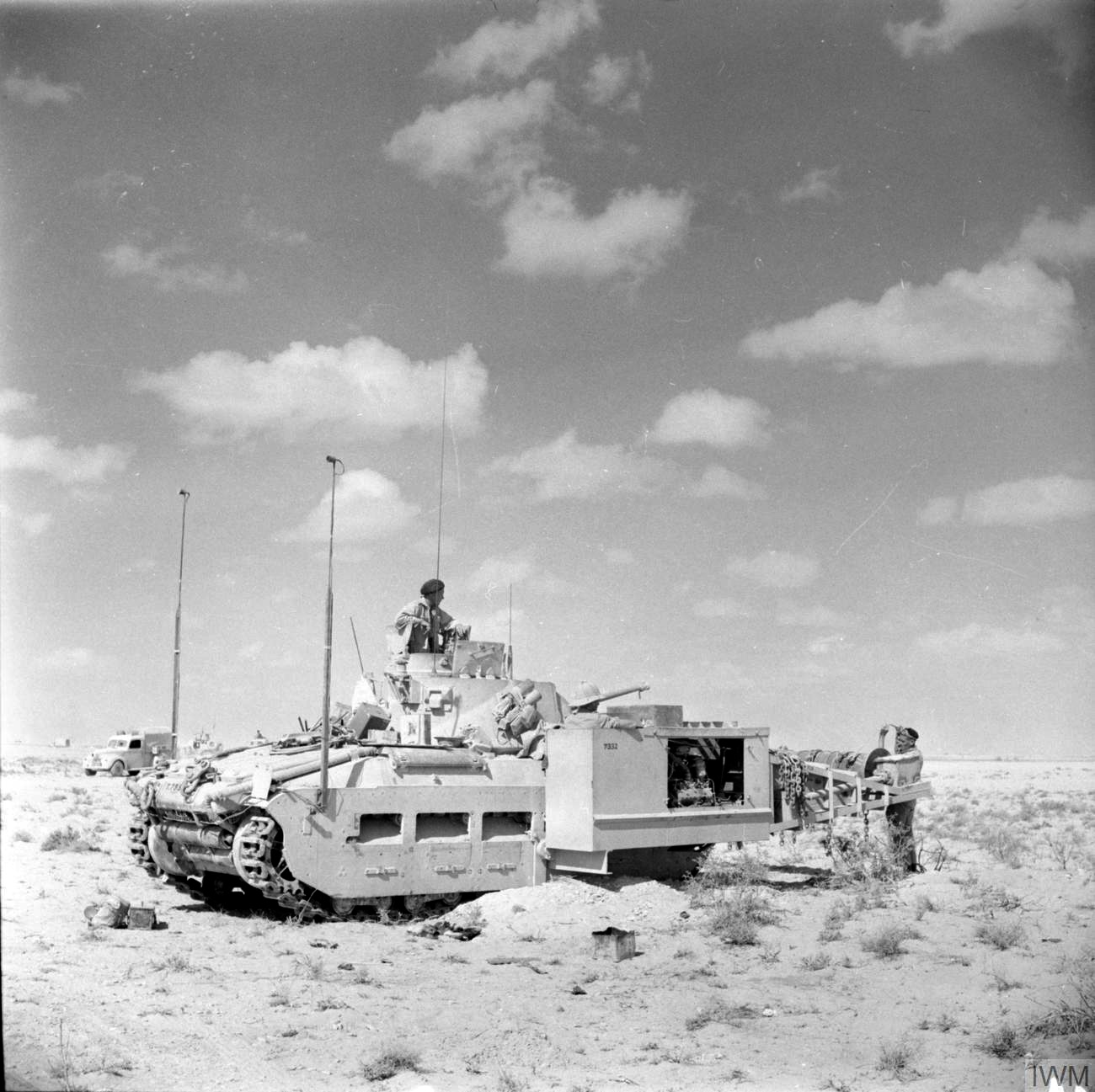
Tanc Matilda restrejador de mines, Àfrica del Nord, 2 de novembre de 1942.
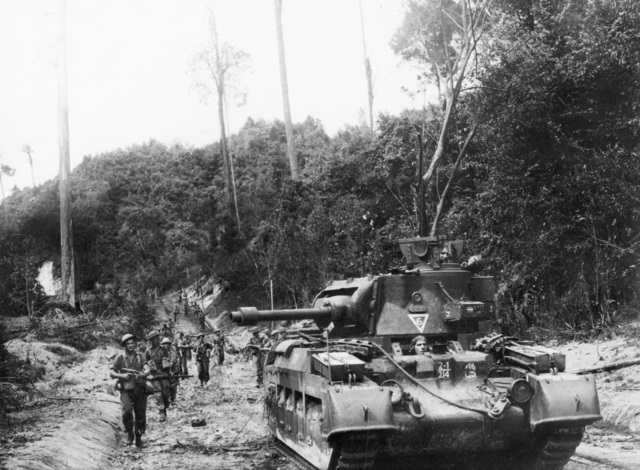
Un tanc llançaflames Matilda, a Borneo, 1945.
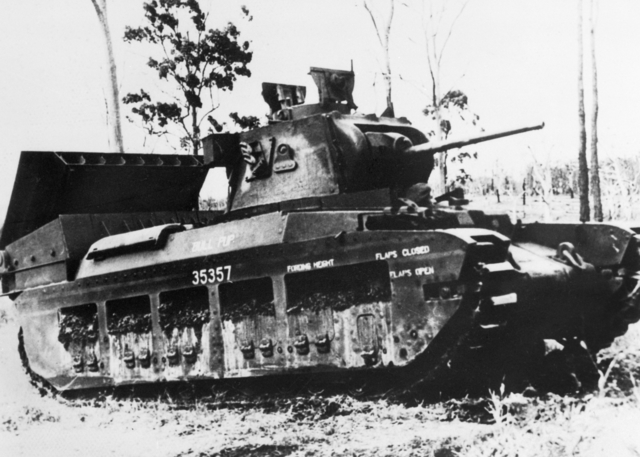
Un Matilda Hedgehog, amb el morter elevat.

## Tancs sobrevivents
Queden 45 Matilda II avui en dia en diversos graus de conservació. La majoria (cap a uns 30) són en museus o en propietats privades a Austràlia.

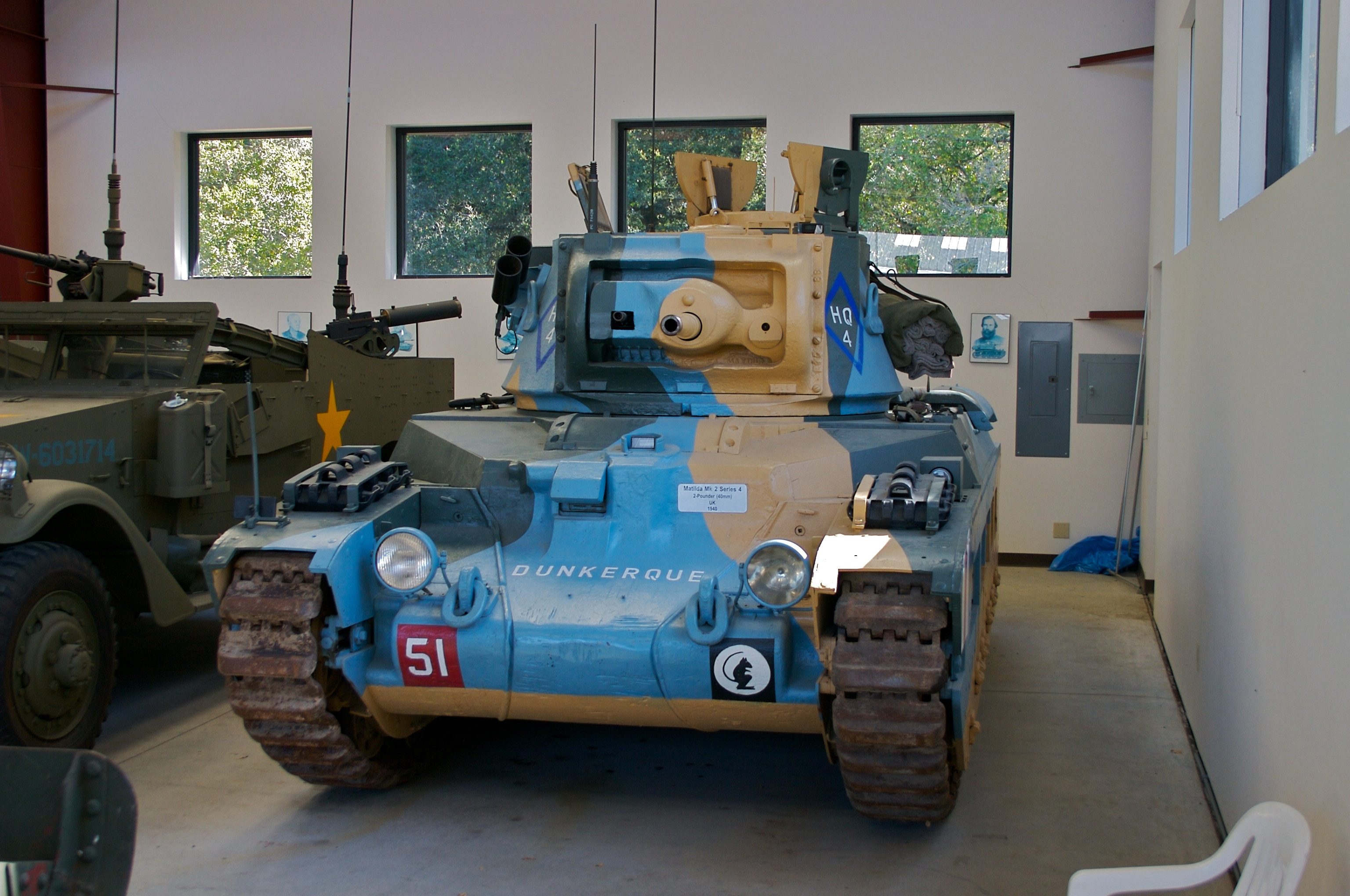
Col·lecció Jacques Littlefield, Califòrnia.
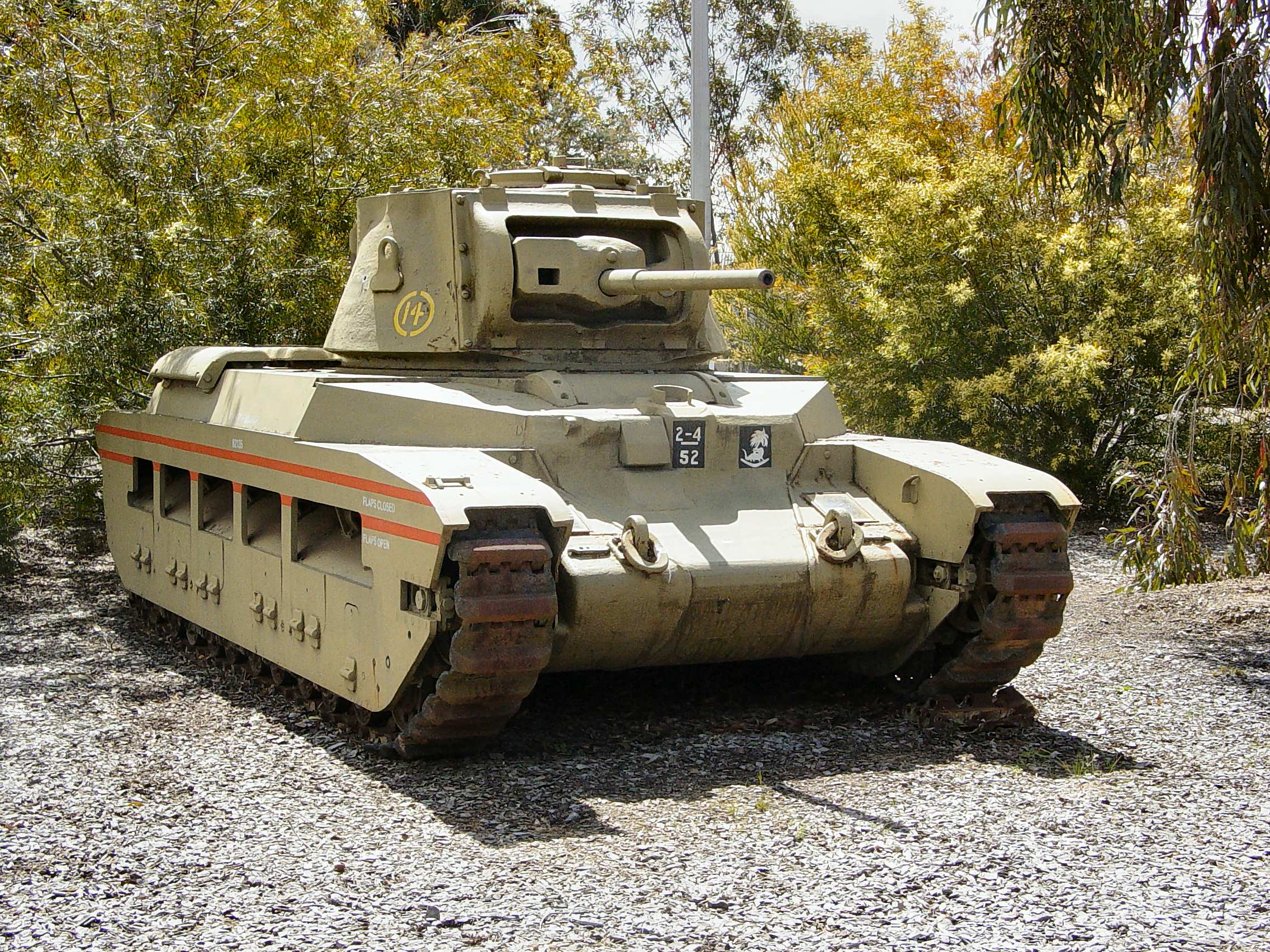
Matilda al Royal Australian Armoured Corps Tank Museum de Puckapunyal, Austràlia.
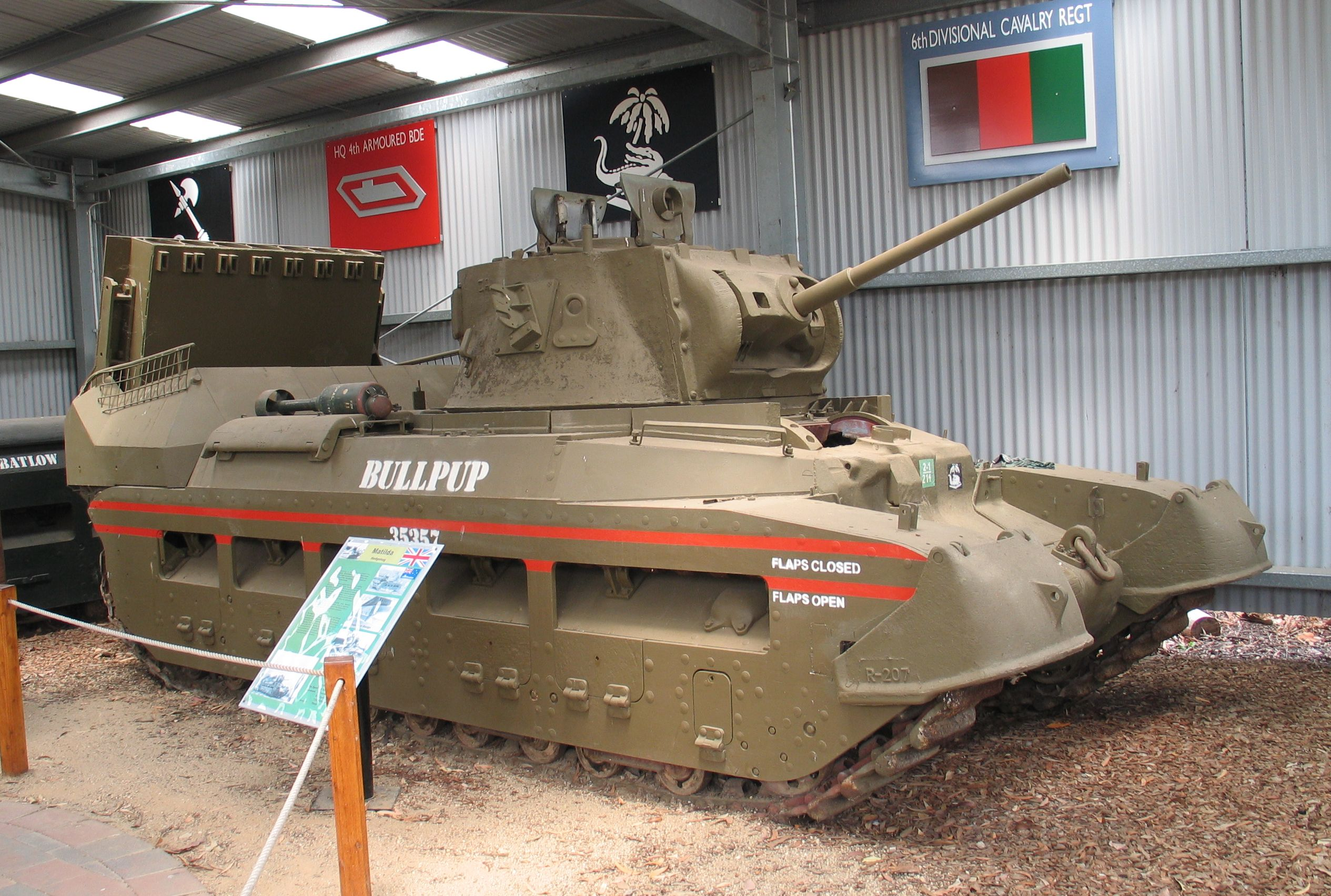
Matilda Hedgehog, RAAC Museum, Puckapunyal, Austràlia.
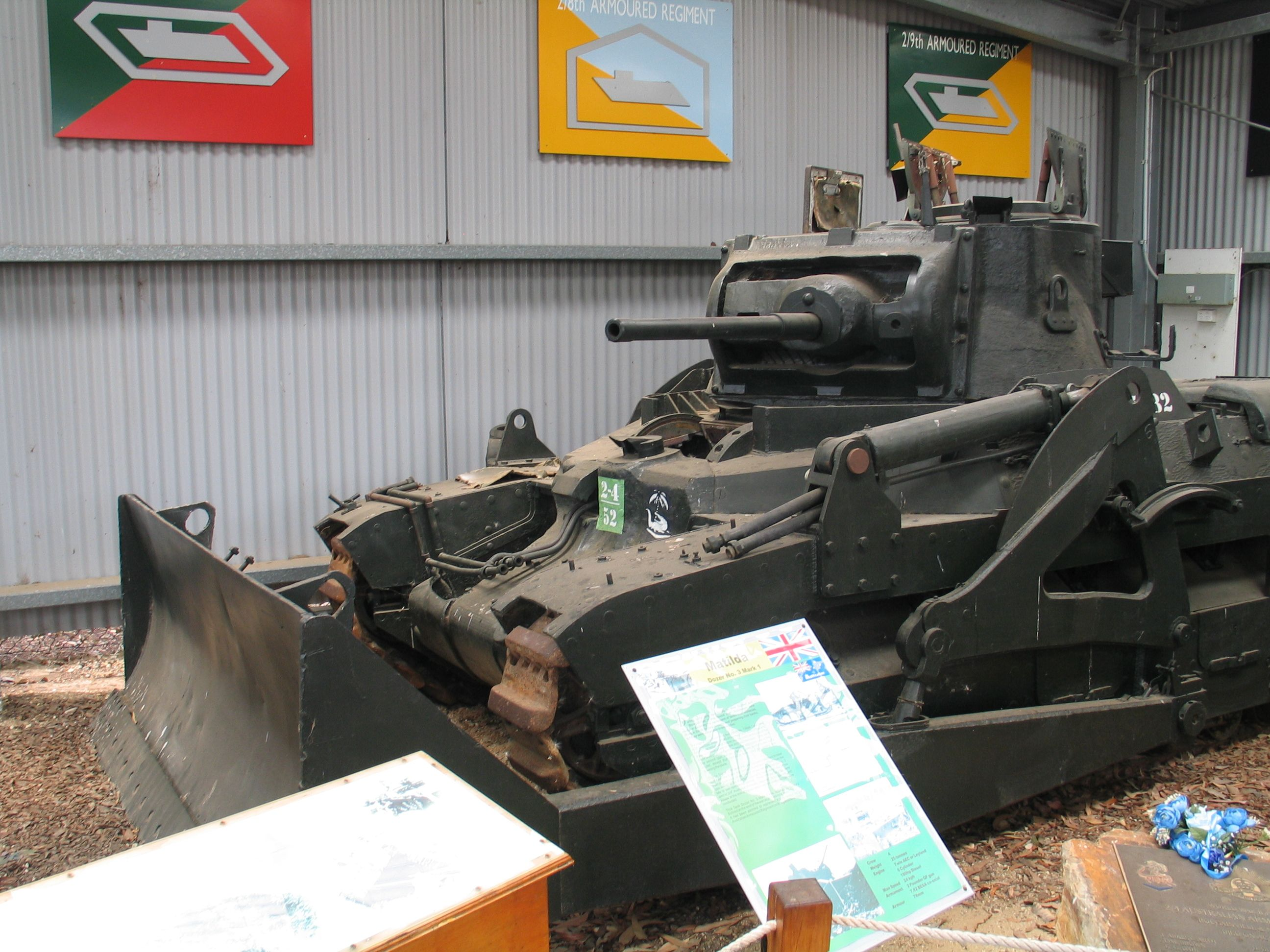
Matilda Bulldozer, RAAC Museum, Puckapunyal, Austràlia.
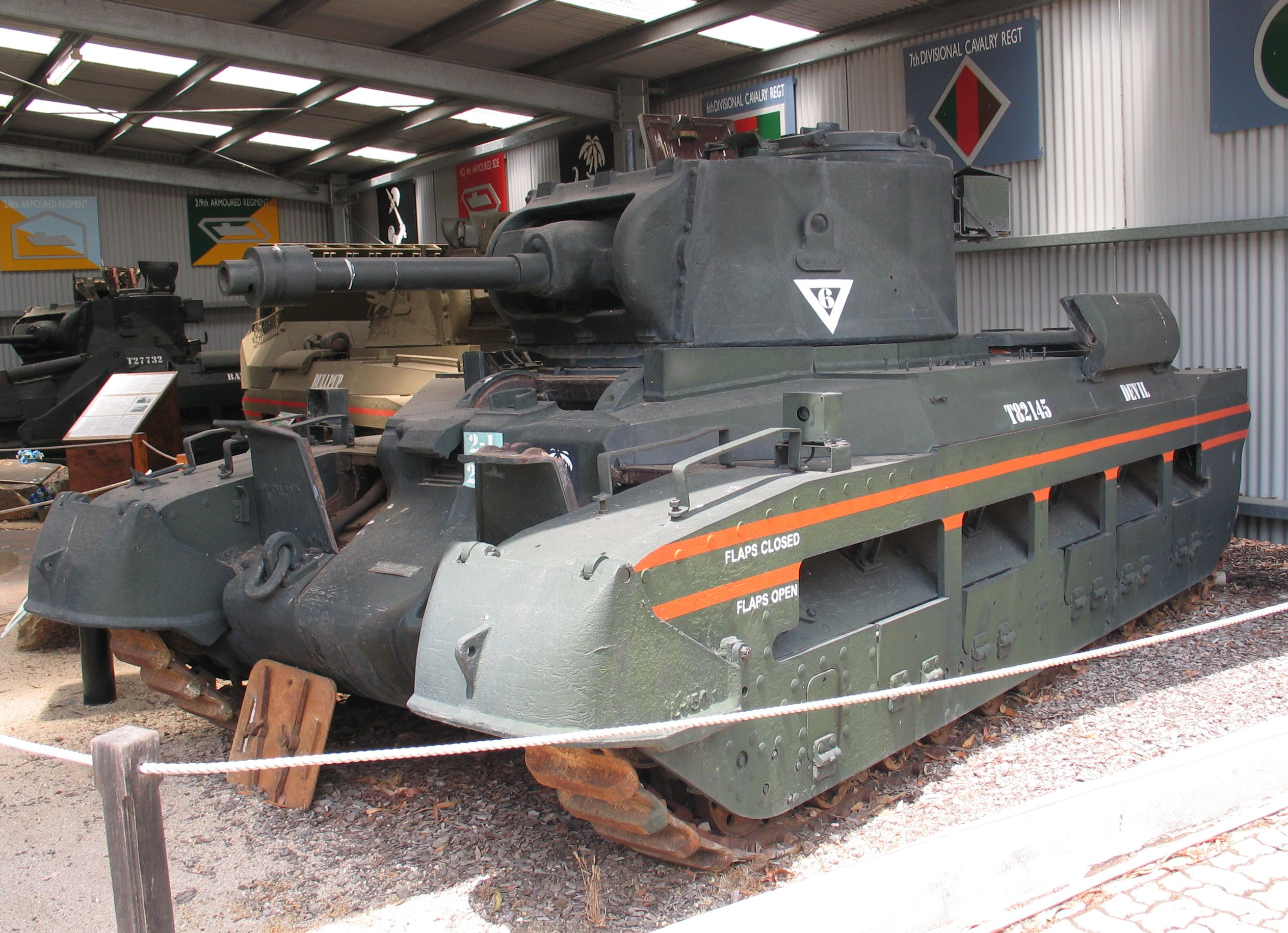
Matilda Frog, RAAC Museum, Puckapunyal, Austràlia.
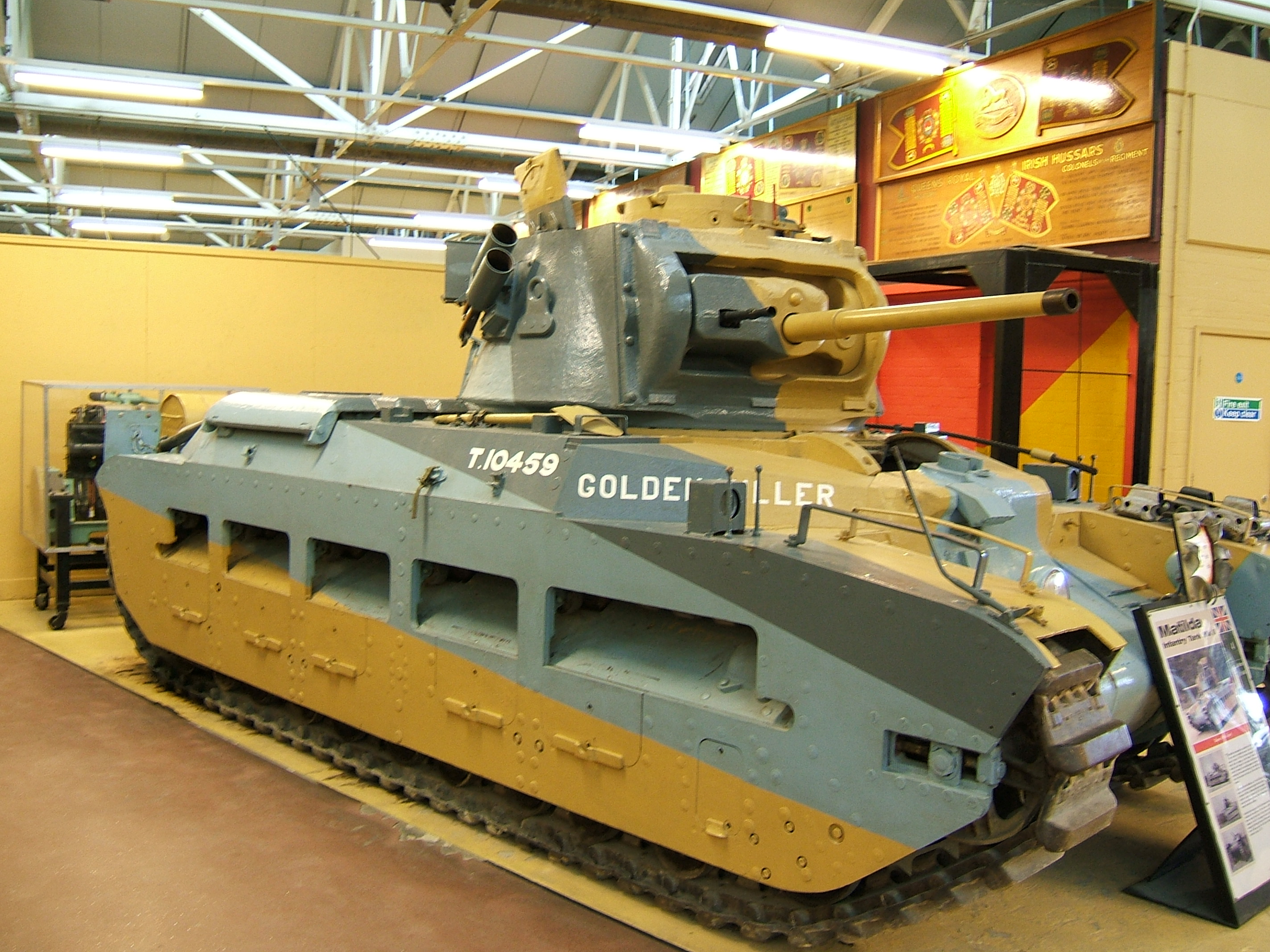
Bovington Tank Museum, Anglaterra.
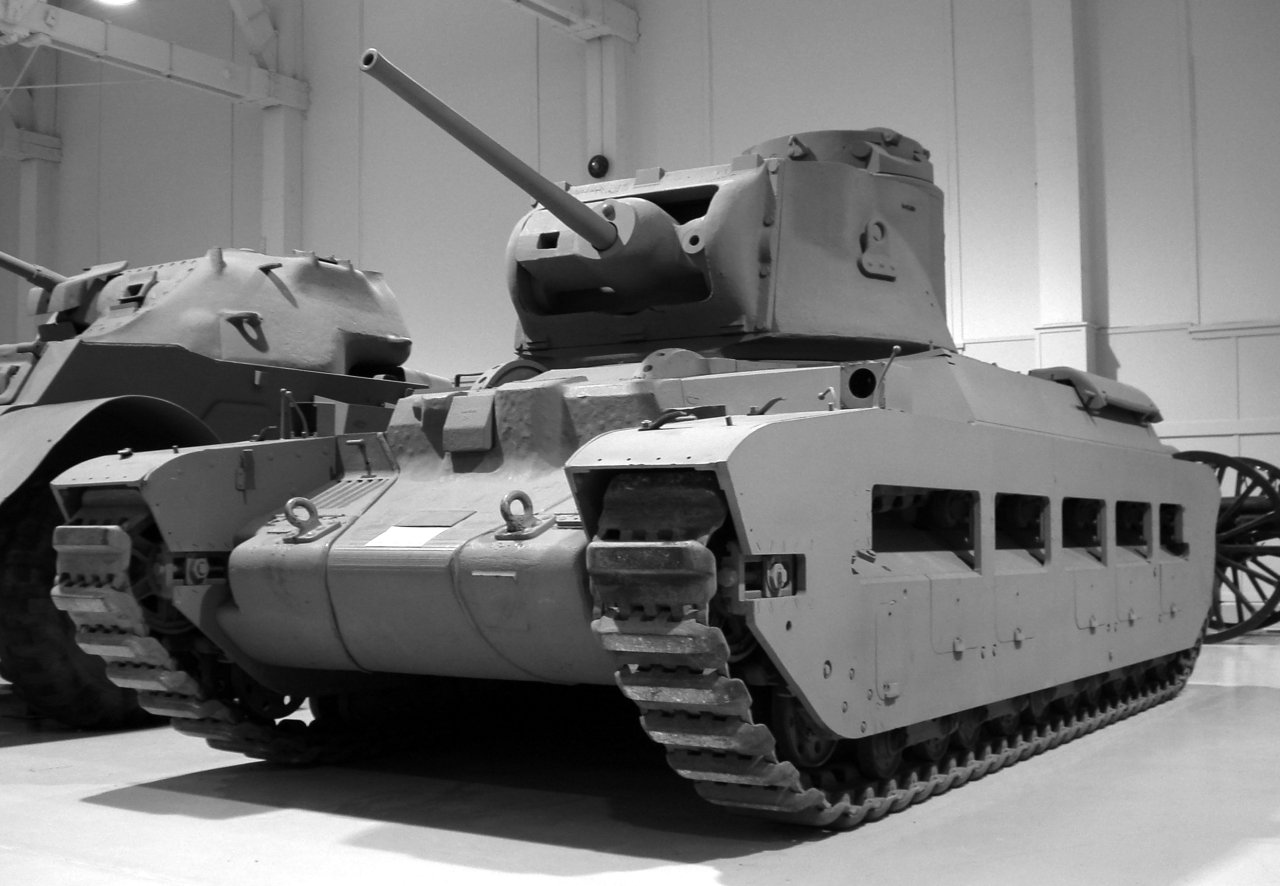
Museu CFB Borden, Ontario, Canadà.
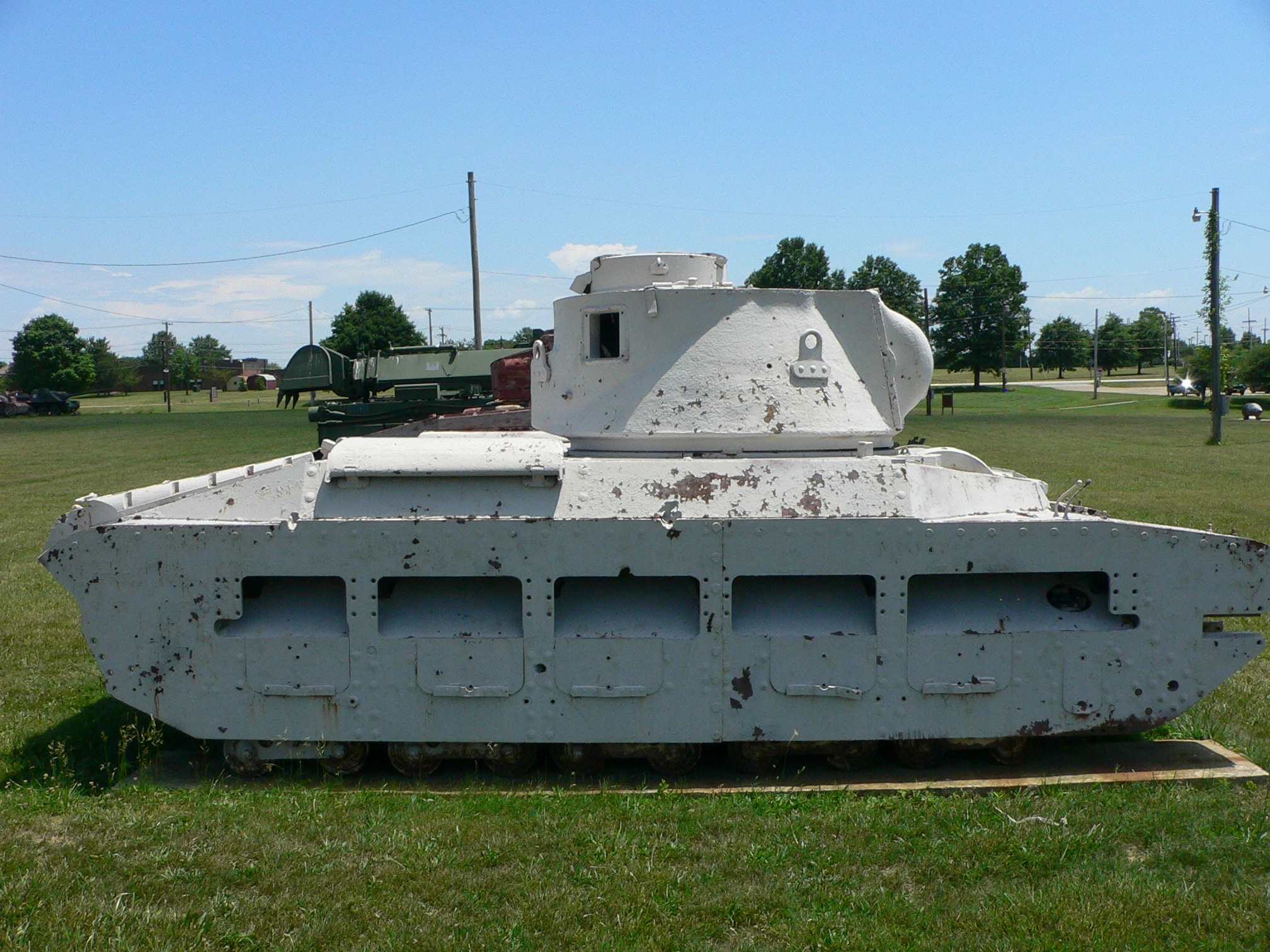
United States Army Ordnance Museum, Aberdeen, Maryland.